# Stephen Fulling
Stephen Albert Fulling (Evansville, 29 aprile 1945) è un matematico e fisico statunitense. specializzato nella formulazione matematica della teoria quantistica dei campi, nella relatività generale e nella teoria spettrale e asintotica degli operatori differenziali. È conosciuto per la sua ricerca preliminare che ha portato alla scoperta dell'effetto Unruh (conosciuto anche come effetto Fulling-Davies-Unruh).

## Biografia
Dopo l'istruzione secondaria presso la scuola Lindbergh High School del Missouri, Fulling si laureò in fisica nel 1967 all'Università di Harvard. Ottenne la laurea magistrale nel 1969 all'Università di Princeton. Nella stessa università ottenne il dottorato in fisica nel 1972 sotto la supervisione di Arthur Wightman. Fulling ha proseguito la sua attività di ricerca come postdoc dal 1972 al 1974 all'Università di Wisconsin–Milwaukee e dal 1974 al 1976 al  King's College di Londra. Nel 1976 è entrato a far parte della facoltà di matematica della Texas A&M University dove fu promosso a professore ordinario nel 1984. Oltre alla matematica, ricopre un incarico congiunto in fisica e astronomia.

## Onorificenze
Nel 2018 Fulling è stato eletto fellow dell'American Physical Society. È inoltre membro straniero della Regia società delle scienze di Uppsala, la più antica accademia svedese.

## Pubblicazioni selezionate
- (EN) Stephen A. Fulling, Aspects of Quantum Field Theory in Curved Spacetime, 1989, ISBN 9780521377683.
- (EN) Stephen A. Fulling, Michael N. Sinyakov e Sergei V. Tischchenko, Linearity and the Mathematics of Several Variables, World Scientific, 2000, ISBN 978-981-02-4196-4.
- (EN) Stephen A. Fulling, Nonuniqueness of Canonical Field Quantization in Riemannian Space-Time, in Physical Review D, vol. 7, n. 10, 1973,  pp. 2850-2862, Bibcode:1973PhRvD...7.2850F, DOI:10.1103/PhysRevD.7.2850.
- (EN) Stephen A. Fulling e Paul C. W. Davies, Radiation from a Moving Mirror in Two Dimensional Space-Time: Conformal Anomaly, in Proceedings of the Royal Society A: Mathematical, Physical and Engineering Sciences, vol. 348, n. 1654, 1976,  pp. 393-414, DOI:10.1098/rspa.1976.0045.
- (EN) Steven M. Christensen e Stephen A. Fulling, Trace anomalies and the Hawking effect, in Physical Review D, vol. 15, n. 8, 1977,  pp. 2088-2104, DOI:10.1103/PhysRevD.15.2088.
- (EN) Leonard Parker e Stephen A. Fulling, Adiabatic regularization of the energy-momentum tensor of a quantized field in homogeneous spaces, in Physical Review D, vol. 9, n. 2, 1974,  pp. 341-354, DOI:10.1103/PhysRevD.9.341.
- (EN) Paul C. W. Davies, Stephen A. Fulling e William G. Unruh, Energy-momentum tensor near an evaporating black hole, in Physical Review D, vol. 13, n. 10, 1976,  pp. 2720-2723, DOI:10.1103/PhysRevD.13.2720.
- (EN) Leonard Parker e Stephen A. Fulling, Quantized Matter Fields and the Avoidance of Singularities in General Relativity, in Physical Review D, vol. 7, n. 8, 1973,  pp. 2357-2374, DOI:10.1103/PhysRevD.7.2357.
- (EN) Stephen A. Fulling, Leonard Parker e B. L. Hu, Conformal energy-momentum tensor in curved spacetime: Adiabatic regularization and renormalization, in Physical Review D, vol. 10, n. 12, 1974,  pp. 3905-3924, DOI:10.1103/PhysRevD.10.3905.